# Avia Terai
Avia Terai  es una localidad y municipio argentino, cabecera del departamento Independencia en la Provincia del Chaco. Se encuentra en el cruce de las rutas nacionales 89 y 16.

## Historia
Su fundación tiene como origen el asentamiento de operarios para construir el ramal ferroviario Barranqueras-Avia Terai en 1912. La localidad fue creada por decreto del Poder Ejecutivo el 11 de julio de 1921. Pertenece al Departamento Independencia desde 1959.
El ingeniero Pedro Storm, jefe del escuadrón de los ferrocarriles del Estado, realizó el trazado de lo que sería el pueblo, en un plano réplica de la ciudad de La Plata, en la provincia de Buenos Aires. El nombre se cree (hay dudas en cuanto a esta versión) proviene del vocablo qom Aviak nun Tadaek que significa Monte Grande, con referencia a la extensa masa boscosa que cubría la zona. Por mala pronunciación de los ferroviarios del lugar el término fue degenerando, primero en Avian Tedae, luego en Avia Tedae, para llegar definitivamente al actual Avia Terai. 
Los primeros pobladores fueron de origen santiagueño, ucraniano, polaco y correntinos. Desde sus inicios fue llamada Tierra de luchadores por las adversidades a las que debieron enfrentarse los primeros pobladores.
Más adelante, Avia Terai comenzó a poblarse con gente que venía a trabajar en la construcción del ferrocarril. La zona era todo monte, no había pampas, se limpió todo a fuerza de hacha y machete. En época de luna la gente se pasaba caminando gran parte de la noche debido a la cantidad de polvorines, razón por la cual (cuentan las anécdotas) las madres envolvían las piernas y brazos de sus hijos con telas y géneros para evitar las picaduras.

### Las distintas comisiones de Fomento
En el año 1930, se constituye la primera Comisión de Fomento integrada por Domingo Fortuni como presidente y Elías Martínez como secretario. Posteriormente don Jesús Salvador reemplazó a Domingo Fortuni en la presidencia. Pero fue recién el 18 de agosto de 1931 cuando fue aprobada por Resolución Nº 103 la Primera Comisión de Fomento, conformada por las siguientes personas: Ramón López, Juan Retamar, Carlos Capararo, Juan Martínez y Hermenegildo Rodríguez (presidente, secretario, tesorero y vocales). Antiguamente, para integrar las comisiones de fomento, se elegían a los hombres de más edad o renombre. Ellos no cobraban sueldo, solamente el secretario era pagado a través de ciertos porcentajes que la comisión le suministraba.
El 27 de marzo de 1936 se aprobó una ordenanza de la Comisión de Fomento, reglamentándose la instalación de un matadero en la planta urbana.
En el año 1943, fue elegido presidente de la Comisión de Fomento el señor Evaristo Gutiérrez, quien tuvo como secretario durante muchos años al señor Jaime Toloza. Durante los años 1947-1948 continuaba siendo presidente de la comisión el señor Gutiérrez, aunque se habían incorporado nuevos vocales como el señor Julián Ramírez. Posteriormente, según versiones de algunos antiguos pobladores de Avia Terai, en el año 1952 fue presidente de la Comisión de Fomento el señor Agustín Gómez, jefe de la estación local, y durante 1954 el señor Marcelino I. Toledo, docente de la Escuela Nº 164.
Los empleados municipales no pasaban del número de seis, encargados de atender el cementerio, el matadero o recolectar los residuos. Se recuerda al señor Carlos Aráoz como uno de los primeros empleados.
El edificio de la Municipalidad está ubicado en calle 12 entre 11 y 13 y se inauguró el 7 de agosto de 1960.

## Geografía
El clima de esta región central del Chaco pertenece al subtropical con estación seca. Los inviernos son relativamente templados y de corta duración, con escasas pero fuertes heladas. En verano los calores son intensos desde noviembre hasta principios de marzo, con temperaturas que llegan hasta los 48°. A esto se le suman los vientos del norte, secos y con mucha tierra.
La flora aviaterense está compuesta actualmente por ralos bosques con pequeños árboles (ya casi no quedan quebrachos cerca) que cubren la zona. Lo que antes fue un emporio forestal, hoy sólo queda el recuerdo de las especies arboríferas: quebracho colorado y blanco, algarrobo y carandá, guayacán, guayaibí, sauce y mistol.
Por otra parte, la fauna de la zona está constituida por especies como el guazuncho, tatú mulita, gato montés, zorro, víboras de distintas especies, perdices y palomas.
El suelo de esta zona es arenoso y gredoso, aunque existen zonas muy fértiles aptas para el cultivo y la cría de ganado vacuno. Desde que se ha perdido el valor del algodón, la mayoría de los productores se ha inclinado por las siembra de la soja, ya que el suelo y las inconstantes precipitaciones han llevado a esto.

### Parajes
- Lote 9: en su jurisdicción se halla la Escuela Primaria Común N° 739.
- Lote 10: Los primeros pobladores de esta zona fueron los hermanos Eduardo, Luis y Enrique Madona provenientes de la provincia de Santa Fe; sus ancestros habrían emigrado de Francia. Se dedicaron a la ganadería pues habían arribado al paraje trayendo una cantidad importante de vacunos en arreo. Después de los hermanos Madona llegaron Marcos Cantero, Julio Torres, Benedicto Galeano y Martín Alfonso, provenientes de la provincia de Corrientes. En esta jurisdicción se halla la Escuela Primaria Común N° 846.
- Lote 13: en su jurisdicción se halla la Escuela Primaria Común N° 946.
- Lote 14: en su jurisdicción se halla la Escuela Primaria Común N° 182. Esta escuela fue creada en el año 1933 y su primer maestro fue el señor Mario Gauna.
- Pampa La Verde: El origen del nombre La Verde o Pampa Verde se debe a que en ese paraje, a escasos 1.500 metros de la Escuela N° 628, existía un charco que en todas las épocas del año conservaba agua. La abundante vegetación a sus alrededores hacía que sus aguas parezcan verdes. Fue así que los habitantes de la zona comenzaron a llamar a la región "Charco Verde"; con el tiempo el vocablo "charco" fue sustituido por "Pampa" y fue así que adquirió su nombre definitivo. También pertenece a la jurisdicción del Lote 14, donde cuenta con la Escuela de Educación Primaria N° 628, inaugurada en el año 1957. Su primer maestro fue el docente Mario Alberto Kochán. Entre los primeros pobladores de esta colonia se puede mencionar a don Bartolomé Ramírez y don Francisco Céliz quienes se radicaron en la zona hacia el año 1938. Los habitantes cuentan también con una capilla que se halla a escasos trescientos metros de la escuela 628, y que lleva como nombre Virgen María Reina. Su fiesta patronal se celebra el 31 de mayo.
- Pampa Regimiento: Su nombre se debe, según algunos primeros pobladores del lugar, a que era una inmensa pampa donde los primeros que se asentaron hallaron restos de cadenas, cables de acero, utensilios de cocina, y algunas excavaciones que daban testimonio del asentamiento de algún regimiento del ejército. Los primeros pobladores fueron netamente criollos; no tuvieron asentamiento europeo. Entre los primeros pobladores de la zona podemos mencionar a don Benedicto Galeano, Juan Fernández, Marcos Cantero, Julio Torres y Manuel Masin. En su jurisdicción se halla la Escuela de Educación Primaria N° 259, fundada en el año 1935 y que tuvo como primer maestro al señor Alejo Pacheco. También posee una capilla, San Cayetano que celebra su fiesta patronal el 7 de agosto.
- Lote 29: Los primeros pobladores de este lote fueron los hermanos Juan y Alberto Sánchez, descendientes de españoles. Más tarde se ubicaron en esta zona inmigrantes italianos, yugoslavos y polacos. En su jurisdicción se hallan la Escuelas Primaria N° 482 (creada en el año 1949) y la Escuela Primaria N° 513 (creada en el año 1952). Esta última tuvo como primer maestro al señor Luis Fernando Margalot.
- Colonia Manuel de Sarratea (más conocida como Pampa Grande): Su denominación se debe a las grandes extensiones de pampas o abras que se hallan en la zona. El primer poblador de esta zona se llamó Baldomero Gangozo, quien se desempeñaba como ganadero y agricultor. La estafeta postal fue creada en el año 1926. El destacamento policial fue creado en el año 1935. Su primer encargado fue el Oficial Rubén Darío Ferreyra, quien nombró a su subalterno José Longino Ávalos, quien a su vez tenía como ayudante al señor Facundo López.  El 4 de octubre de 1936, los señores José Zelinka y Rubén Ferreyra convocaron a los vecinos a una reunión para formar la primera comisión pro edificio escolar. La sucursal de la Cooperativa El Progreso Limitada de Presidencia Roque Sáenz Peña, fue creada en la colonia a pedido de un grupo de socios agricultores en el año 1954 y llevó como nombre Paz y Trabajo. En el año 1959 se crea la sala de primeros auxilios debido al incremento de habitantes en la zona, que según versiones de antiguos pobladores llegó al millar. Actualmente la colonia cuenta con la Escuela de Educación Primaria N° 381, una escuela de educación secundaria inaugurada hace pocos años y una capilla de nombre San Ramón que celebra su fiesta patronal el 31 de agosto.

## Economía
Su actividad económica principal es la explotación maderera, habiendo un número importante de aserraderos y carpinterías; En las colonias agrícolas, como Pampa Grande o Pampa del Regimiento se cultiva mayoritariamente soja y algodón, y en menor medida girasol y maíz. Existen además varias casas comerciales.
La población laboralmente activa sólo está ocupada en un 45% , mientras que con la implementación de los Planes Jefes y Jefas de Hogar, la subocupación trepó al 58%.

## Deporte
Entre las instituciones deportivas se pueden mencionar el Club Centro, ubicado sobre la avenida Buenos Aires y las calles 8 y 9, donde se practica fútbol en sus diversas categorías, y el Club de Amigos (Club Central Norte) ubicado sobre la calle 12 esquina 7, donde se desarrolla la práctica del vóley en sus distintas categorías.
También se puede mencionar la práctica de las bochas, deporte que es practicado en instalaciones privadas pertenecientes a los Sres. Carlos Vallejos y "Clavo" Ibáñez.

## Cultura
Desde el año 1999, es reconocida legalmente por el Concejo Municipal la Asociación Cultural A.LE.A.T.(Amigos de las letras de Avia Terai), asociación que se dedica básicamente a propagar la cultura en sus distintas manifestaciones, pero en especial el periodismo y la literatura, desarrollando concursos de cuentos y poesías en las distintas instituciones educativas del medio, y desarrollando charlas y talleres sobre literatura, teatro y artesanías.
En el año 2001, la escritora local María Verónica Winnik publicó el primer libro sobre la historia local titulado "Avia Terai, tierra de luchadores", edición a cargo de José del Carmen Nieto y publicado en la localidad de Resistencia. Hay varios escritores locales que han publicado algunos libros en forma independiente y que han sido seleccionados en distintas antologías nacionales e internacionales, y que contribuyen a engrosar la experiencia literaria de la localidad como la primera revista literaria y cultural en forma digital Vestigios.

## Toponimia
Sobre la verdadera grafía de Avia Terai existen muchas versiones, aunque la más atinada es aquella que ubica al nombre actual como una degeneración de un vocablo qom A yaq Taktapoq que significa "monte grande" o "monte muy grande y espeso" (eso tanto en las variedades dialectales rioverdina, rosarina y cerriteña). Pero como el qom según Cristina Messineo (2014) no es una lengua homogénea, existen diferencias entre los sonidos y en el vocabulario, lo que determina que los propios hablantes perciban "el hablar distinto respecto de los otros" y que en muchas ocasiones dificulta la comunicación entre los miembros de la propia comunidad. Tal es así que otras fuentes orales mencionan el término Aviauk Tadaek, algunos Aviak nun Tadaek y otros más cercanos al mocoví "Avia Talaraiq". Lo cierto es que, los inconvenientes que causaba su pronunciación a operarios ferroviarios, a criollos y a inmigrantes extranjeros, determinaron un cambio gradual en la grafía por lo que, hacia 1920 aparece en algunos documentos comerciales y políticos de la época como Aviak Tedaik, luego Aviak Tedai (1931), Avia Tedai (1934 y 1944) hasta llegar al actual Avia Terai, término que en definitiva nada significa.

## Turismo rural
En la Estancia Las Curiosas, en el km 212 de la RN 16 se va a la Ruta Provincial RP 94 a 700 m

## Demografía
En 2022 se habían contabilizado 7349 habitantes en el ejido municipal, y 6969 en la zona urbana. En 2001 se habían contabilizado 5446 personas en el área urbana, y 6821 en la totalidad de la jurisdicción.
La mayoría de sus habitantes son descendientes de españoles (con marcada participación de vascos) y nativos; los nativos se conformaron principalmente con habitantes de las provincias de Santiago del Estero, Santa Fe y Corrientes. También hay personas con ascendiente ucraniano, alemán, polaco, checoslovaco, italiano, búlgaro y yugoslavo.

## Vías de comunicación
Avia Terai se encuentra en una posición estratégica, en la convergencia de los ramales ferroviarios Chaco - Santiago del Estero, por la línea principal que va a Santa Fe, y con la provincia de Salta por el ramal de Metán.
A su vez se halla muy cerca del cruce de las rutas nacionales 16 y 89, ambas asfaltadas. La ruta 16 la vincula al sudeste con Napenay y Presidencia Roque Sáenz Peña, y al noroeste con Concepción del Bermejo y la Provincia de Salta. La ruta 89 la vincula al suodeste con Campo Largo y la Provincia de Santa Fe. Otra ruta importantes es la provincial 27, que por un camino de tierra la comunica al norte con Tres Isletas.Se encuentra a 32 km de la segunda ciudad del Chaco que es Presidencia Roque Sáenz Peña; a 12 km de la localidad de Napenay, en dirección este;a 17 km en dirección oeste se halla la ciudad de Campo Largo; a 27 km en dirección noroeste, la localidad de Concepción del Bermejo, y a 53 km, en dirección norte, la ciudad de Tres Isletas.
Cuenta con la Estación Avia Terai, por sus vías del ferrocarril General Belgrano se trasladan cargas de granos a cargo de la empresa estatal Trenes Argentinos Cargas. También ocupa sus vías el tren de pasajeros de la empresa estatal Trenes Argentinos Operaciones que presta un servicio diario entre Presidencia Roque Sáenz Peña y Chorotis.

## Escudo
Por resolución Municipal, el 30 de noviembre de 1979, se declaró de interés municipal, la creación de un escudo para la Municipalidad de Avia Terai. En diciembre del mismo año, se llamó a concurso para participar de la creación del escudo de referencia(04/12). Por resolución Municipal del 2 de febrero de 1980, se otorgó como ganadores del concurso a los señores: Rubén Salvador Ocampo y Carlos Alberto Villordo, ambos de la ciudad de Resistencia.
Las distintas partes del escudo representan la actividad agrícola, forestal y ganadera del pueblo y su jurisdicción. El sol, la cinta argentina y el laurel, representan el progreso, la argentinidad y los hechos trascendentes de la historia del pueblo, y la relación entre Municipio-Provincia-Nación.Los pequeños capullos de algodón (parte derecha) representan las inquietudes de la población para las distintas actividades del quehacer comunitario.

## Infraestructura

### Agua potable
El agua potable figura en el anteproyecto de 1941 y en un gran plan de 1942. Obras Sanitarias ratificó la aprobación necesaria de los proyectos preparados por su oficina técnica para la instalación y ampliación de los servicios de agua potable a la localidad. Las obras sanitarias comenzaron a construirse el 22 de julio de 1945, por mandato del gobierno de la nación. Desde sus inicios el primer empleado público a cargo de esas instalaciones fue el Sr. Adrián Máximo Fernández quien se desempeñó allí hasta el año 1980. En principio la institución se llamó ANDA (Administración Nacional del Agua); después, Obras Sanitarias, y a partir de 1980 (cuando se provincializó), SAMEEP (Servicio de Agua y Mantenimiento de la Empresa del Estado Provincial).
Las distintas excavaciones fueron realizadas con nueva maquinaria enviada desde la Nación, dando nacimiento a los piletones y contenedores existentes en el predio; paralelamente se colocaron caños bajo tierra para la construcción y distribución de los distintos grifos ubicados en el pueblo. Actualmente las oficinas (edificio nuevo construido recientemente) y los pozos e instalaciones de SAMEEP se encuentran ubicados en la avenida 10 entre las calles 17 y 19.

### Salud Pública
En los primeros años del pueblo funcionó una Sala de Primeros Auxilios, ubicada en la calle 16 entre calles 1 y 3. Esta sala era atendida por la primera enfermera del pueblo Doña Carmen García. Como primeros boticarios entre los años 1932 y 1962 se recuerda a los señores Ramón Pérez y Julio Regojo. Por esta época, el pueblo contaba con los servicios del Dr. Rolando Tauguinas, exgobernador del Chaco.Por ley autoritativa de crédito se propició la construcción de un hospital(1944), que se inauguró el 7 de agosto de 1960,y se encontraba ubicado en la calle 9 entre calles 12 y 10 , ejerciendo como primer Director el capacitador de personal de enfermería Dr. Francisco Gualtieri Iñiguez a quien sucedieron Pedro Fernando Chanquías Aguirre, Jorge Sabaté, Miguel Capitanich, Alcides Penayo, José Chuscoff, Ezequiel Paulino Morante, José Mijaluk, Daniel Silva y otros.

### Matadero municipal
Fue creado por resolución N° 1.520, del 27 de marzo de 1936, aprobando la ordenanza de la Comisión de Fomento y reglamentando su instalación en la Planta Urbana.

### Servicio interurbano de pasajeros
Avia Terai tuvo su primera empresa de colectivos entre los años 1935 y 1936 y perteneció a la sociedad de los hermanos Miguel y José Winnik. Dicha empresa se llamaba "La Victoria" y realizaba los recorridos hasta Pampa del Infierno y Presidencia Roque Sáenz Peña. Hasta el año 1942 aproximadamente, existió esta empresa, ya que luego el colectivo fue vendido a otro empresario que realizaba el recorrido habitual con el mismo nombre. Posteriores dueños le cambiaron el nombre de "La Victoria" por otro que desconocemos. Paralelamente a esta empresa de ómnibus, existía otra denominada "La Estrella" que partiendo de Las Breñas, realizaba viajes por la línea Campo Largo- Charata.
La primera parada de la empresa "La Victoria" fue frente al comedor y fonda "España" de Don Saturnino Herrero, ubicada en calle 1, entre 14 y 16, hoy propiedad de Doña Elena Argañaraz. Más tarde, dicha parada se trasladó unos 20 metros más adelante, frente de la fonda de Don Simón Fernández, quien alquilaba dicho inmueble a Don Pedro Hernández. Con el tiempo la propiedad donde funcionaba la parada de colectivos, pasó a ser  del señor Rodolfo Klepachek, quien a su vez se la alquilaba a un tal Mustafá. Cabe señalar que en los comienzos los colectivos entraban al pueblo por el paso a nivel que se encuentra frente a la calle 1, entre 6 y 8, ya que todavía no existía la ruta de acceso. La salida era por una calle (hoy calle 3) que pasaba por frente de la vivienda de Don Mariano Coronel (exconcejal del pueblo), y más tarde frente a la represa de Don Andrés Gutiérrez y que desembocaba en la ruta 16, en dirección a Concepción del Bermejo. Al realizarse la ruta de acceso en 1972, estas antiguas entrada y salida dejaron de utilizarse. En el año 1978, los colectivos empezaron a tomar como parada la calle 1 esquina 16, frente al bar y comedor "El Paisanito" de Doña Elvira Marusiak de Owsianik. El 22 de mayo de 1980, la parada fue oficializada, debiendo reunir ciertos requisitos de importancia para la atención de los pasajeros. En el año 1989, se inauguró la "Terminal de ómnibus" actual que se encuentra ubicada en la  calle 12 entre 13 y 11.
Entre los años 1994 y 2000 la Nueva terminal de ómnibus de la calle 12 fue explotada por Miguel Spera. Uno nueva licitación municipal cedió las instalaciones hacia el año 2000 a la hija de Elvira Marusiak, quien continuó con el bar comedor por espacio de dos años aproximadamente. Durante unos años en la Terminal de ómnibus no se expendieron boletos y solo funcionó como parada, recién hacia 2012 se hizo cargo de las instalaciones el señor Walter Soroczuk, quien expendía boletos y explotaba un bar comedor. En el año 2018, uno de los locales de la Terminal fue cedido a la señora Vanesa Galarza y a su marido para que puedan poner a disposición de los ciudadanos de la localidad la venta de pasajes de la empresa "Tigre Iguazú".

### Cementerio
El primer cementerio del pueblo estaba detrás de las vías del ferrocarril, frente al brete donde hoy se halla una represa. Los cuerpos eran enterrados, ya que todavía no había ladrillos en la zona. Aproximadamente diez años más tarde se cambió de lugar, al otro lado de la curva del ferrocarril, donde se empalman los rieles que van a Quimilí (año 1922). El actual cementerio se construyó entre los años 1933 y 1935, ya que comenzaba a crecer la población y el anterior quedaba a trasmano. Además, cuando se realizó la medición del pueblo, ya estaba la manzana designada para el cementerio dentro del ejido municipal. Con los años el cementerio fue adquiriendo gradualmente algunas reformas como su entrada en forma de arco, con molinetes de madera en la entrada y cerrada con tejido de alambre. Entre los años 2004 y 2010 se fue ampliando el predio y se anexó una manzana más hacia el oeste. En los años siguientes se construyó un muro perimetral del lado sur, con perspectivas de ir cerrando todo el predio en años siguientes.
Uno de los cuidadores más antiguos del cementerio fue don Montenegro, quien fallece en la década del '90 y es reemplazado por su hijo Roque Montenegro, quien actualmente se desempeña en esa función municipal.

## Primeros delegados municipales e intendentes
1. Luis Herrero Bonnet (1955-1957): Fue el primer delegado municipal de la localidad de Avia Terai . En la Secretaría de Gobierno se desempeñó Manuela Martiarena.
2. Orlando Guillermo Navarrete (1957-1960): Concejales de gobierno: Evaristo Gutiérrez, Casiano Guzmán (MID); Francisco Grisko, Luis Herrero Bonnet (UCR). Por decreto del 29 de diciembre de 1959 y ley del 12 de enero de 1960 se determina a la Municipalidad como de 3ª categoría.
3. Guillermo Tiji (1961-1962)
4. Epifanio Ramón Galluci (1963-1964): Secretario de gobierno: Agustín Bolgevich.
5. Francisco Grisko (1965-1968): Estuvo a cargo del ejecutivo por dos periodos, uno democrático y otro militar.
6. Eduardo Maklin-Carlos Alberto Perich (1969-1970):
7. Ezequiel Paulino Morante (1971-1972):Renunció al cargo en 1972 para asumir como ministro de Bienestar Social de la provincia del Chaco.
8. Hugo Damián Carrizo (1972) Estuvo en el cargo por tres meses.
9. Brígido Galarza (1973-1974): en las elecciones había resultado electo el Dr. Paulino Ezequiel Morante pero al asumir como funcionario provincial deja el cargo y lo asume Galarza.
10. Pedro Constantino Mesa Gervasoni (1975-1977)
11. Alejandro Carich (1978-1980)
12. Máximo Héctor Martiarena (1981-1983): en estos años se decreta al municipio como de 2ª categoría.
13. Andrés Sabonik (1983-1985)
14. Héctor René Pallares (1986-1990) Dos periodos.
15. José Pérez (1990) Ocupó el cargo por tres meses.
16. Jorge Luís Cantero (1990-1993) Dos periodos.
17. Juan Carlos Espíndola (1993-1995)
18. Héctor René Pallares (1995-2023) [12]